# Tryb łączący w języku łacińskim
Tryb łączący w języku łacińskim (coniunctivus) – tryb przedstawiania zdarzeń nierzeczywistych oraz relacji czasowych w języku łacińskim. Istnieją cztery główne formy koniunktiwu: czasu teraźniejszego, czasu przeszłego niedokonanego, czasu przeszłego dokonanego i czasu zaprzeszłego. Nie istnieją formy trybu łączącego dla czasów przyszłych, stosuje się formę omowną z użyciem imiesłowu czasu przyszłego. Tryb łączący występuje zarówno w zdaniach prostych, jak i złożonych. W zdaniach prostych oznacza czynność nierzeczywistą; od formy koniunktiwu zależy relacja między mówiącym a czynnością. Znacznie częściej tryb łączący pojawia się w zdaniu podrzędnym, a jego forma zależy od relacji czasowej z czasownikiem ze zdania nadrzędnego. Stosuje się zasadę następstwa czasów. Tryb łączący pojawia się w licznych typach zdań podrzędnych: mowie zależnej, skutkowych, czasowych itp.

## Formy
Czasownik łaciński może występować w jednej z czterech form trybu łączącego:
- tryb łączący czasu teraźniejszego (coniunctivus praesentis)
- tryb łączący czasu przeszłego niedokonanego (coniunctivus imperfecti)
- tryb łączący czasu przeszłego dokonanego (coniunctivus perfecti)
- tryb łączący czasu zaprzeszłego (coniunctivus plusquamperfecti).

Tryb łączący czasu przyszłego nie występuje.

### Coniunctivus praesentis
Końcówkami trybu łączącego dla strony czynnej są: -m, -s, -t dla liczby pojedynczej i -mus -tis, -nt dla liczby mnogiej. Tryb łączący czasu teraźniejszego tworzy się w sposób następujący:
- zmieniając samogłoskę tematyczną: w I koniugacji z -a na -e: dissimulamus → dissimulemus, sperant → sperent
- dołączając do tematu -a w koniugacji II i IV: cupit → cupiat, delent → deleant
- zamieniając spójki -i- oraz -u- na -a- w koniugacji III
- w przypadku czasownika esse tematem coniunctivus jest si: sim, sis, sit...

Podobnie odmienia się strona bierna.
| I             | II        | III                | IV        |
| ------------- | --------- | ------------------ | --------- |
| restem        | deleam    | mittam, capiam     | audiam    |
| restes        | deleas    | mittas, capias     | audias    |
| restet        | deleat    | mittat, capiat     | audiat    |
| restemus      | deleamus  | mittamus, capiamus | audiamus  |
| restetis      | deleatis  | mittatis, capiatis | audiatis  |
| restent       | deleant   | mittant, capiant   | audiant   |
| Strona bierna |           |                    |           |
| rester        | delear    | mittar             | audiar    |
| resteris      | delearis  | mittaris           | audiaris  |
| restetur      | deleatur  | mittatur           | audiatur  |
| restemur      | deleamur  | mittamur           | audiamur  |
| restemini     | deleamini | mittamini          | audiamini |
| restentur     | deleantur | mittantur          | audiantur |

### Coniunctivus imperfecti
Tryb łączący czasu przeszłego niedokonanego tworzy się dodając do tematu praesens cechę -re- i końcówki identyczne z tymi, które są używane w trybie łączącym czasu teraźniejszego: -m, -s, -t dla liczby pojedynczej i -mus -tis, -nt dla liczby mnogiej. Tak otrzymane formy są identyczne z bezokolicznikiem czynnym, choć historycznie coniunctivus imperfecti powstał w inny sposób. Podobnie odmienia się strona bierna.
| I             | II         | III         | IV         | esse    |
| ------------- | ---------- | ----------- | ---------- | ------- |
| restarem      | delerem    | mitterem    | audirem    | essem   |
| restares      | deleres    | mitteres    | audires    | esses   |
| restaret      | deleret    | mitteret    | audiret    | esset   |
| restaremus    | deleremus  | mitteremus  | audiremus  | essemus |
| restaretis    | deleretis  | mittereis   | audiretis  | essetis |
| restarent     | delerent   | mitterent   | audirent   | essent  |
| Strona bierna |            |             |            |         |
| restarer      | delerer    | mitterer    | audirer    |         |
| restareris    | delereris  | mittereris  | audireris  |         |
| restaretur    | deleretur  | mitteretur  | audiretur  |         |
| restaremur    | deleremur  | mitteremur  | audiremur  |         |
| restaremini   | deleremini | mitteremini | audiremini |         |
| restarentur   | delerentur | mitterentur | audirentur |         |

Dla czasownika esse tematem coniunctivus imperfecti jest esse.

### Coniunctivus perfectiiplusquamperfecti
Tryb łączący czasu przeszłego dokonanego tworzy się dodając do tematu perfecti (trzeciej formy) końcówki: -erim, -eris, -erit, -erimus, -eritis, -erint dla czasu perfectum, a końcówki -issem, -isses, -isset, -issemus, -issetis, -issent dla czasu zaprzeszłego.
| I               | II           | III         | IV           |
| --------------- | ------------ | ----------- | ------------ |
| restaverim      | deleverim    | misserim    | audiverim    |
| restaveris      | deleveris    | misseris    | audiveris    |
| restaverit      | deleverit    | misserit    | audiverit    |
| restaverimus    | deleverimus  | misserimus  | audiverimus  |
| restaveritis    | deleveritis  | misseritis  | audiveritis  |
| restaverint     | deleverint   | misserint   | audiverint   |
| Czas zaprzeszły |              |             |              |
| restavissem     | delevissem   | mississem   | audivissem   |
| restavisses     | delevisses   | mississes   | audivisses   |
| restavisset     | delevisset   | mississet   | audiveisset  |
| restavissemus   | delevissemus | mississemus | audivissemus |
| restavissetis   | delevissetis | mississetis | audivissetis |
| restavissent    | delevissent  | mississent  | audiveissent |

Tryb łączący dla strony biernej tworzy się zestawiając formą imiesłowu biernego czasu przeszłego (utworzoną od tematu supinum) z koniunktiwem czasu teraźniejszego czasownika esse sim, sis, sit... (dla formy coniunctivus perfecti) lub koniunktiwu czasu przeszłego niedokonanego czasownika esse essem, esses, esset...:
- amatus sim, amatus sis, amatus sit, amati simus, amati sitis, amati sint → byłbym kochany, byłbyś kochany...
- sublatus essem, sublatus esses, sublatus esset, sublati essemus, sublati essetis, sublati essent → byłbym podniesiony, byłbyś podniesiony...

## Użycie w zdaniach głównych
Tryb łączący (zwany w niektórych gramatykach trybem przypuszczającym) stosowany jest, gdy występuje niezgodność z rzeczywistością. Osoba mówiąca może zająć w stosunku do czynności nierzeczywistej jedną z dwóch postaw: postawę rozumu lub postawę woli. Postawa rozumu wyraża się w następujący sposób:
- mówiący uważa czynność nierzeczywistą za możliwą do spełnienia (coniunctivus potentialis)
- mówiący uważa czynność nierzeczywistą za niemożliwą do spełnienia (coniunctivus irrealis)
- mówiący zajmuje w stosunku do czynności nierzeczywistej stanowisko niezdecydowane, niepewne lub chwiejne (coniunctivus dubitativus).

Przeczeniem dla formy trybu warunkowego w postawie rozumu jest non.
Postawa woli polega na tym, że mówiący pragnie urzeczywistnienia się czynności nierzeczywistej. Postawa ta może objawiać się w następujący sposób:
- silne pragnienie (coniunctivus hortativus, coniunctivus iussivus, coniunctivus prohibitivus)
- łagodne pragnienie (coniunctivus optativus)
- rezygnacja lub ustępstwo (coniunctivus concessivus).

Przeczeniem dla formy trybu warunkowego w postawie woli jest ne.

### Coniunctivus optativus
Wyraża życzenie, które może być możliwe lub niemożliwe.
- Życzenie możliwe dotyczące teraźniejszości lub przyszłości, przy czym życzenie to może przyjmować charakter modlitwy[7]. Wyraża się formą coniunctivus praesens, a ewentualnym przeczeniem trybu łączącego jest non[8]. Vivat → niech żyje! Często rozpoczyna się słowem utinam → „oby”: Utinam falsus vates sim → Obym był fałszywym prorokiem. Spotyka się również czasownik vellem, nollem, mallem[9].
- Życzenie niemożliwe do spełnienia w teraźniejszości lub przyszłości wymaga użycia coniunctivus imperfecti: Utinam ne aeger essem! → Obym tak nie był chory! (mówiący te słowa jest chory)[10].
- Jeśli życzenie możliwe do spełnienia występuje w przeszłości, używa się coniunctivus perfecti: Utinam pater meus ibi adfuerit → Żeby tam był mój ojciec (nie wiadomo, czy tam był). Jeśli życzenie niemożliwe do spełnienia dotyczy przeszłości, używa się coniunctivus plusquamperfecti: Utinam illo tempore vixissem → Obym żył w tamtych czasach[11].

### Coniunctivus hortativus
Nazwa pochodzi od hortor, hortari – zachęcać. Wyraża zachętę i występuje w I osobie liczby mnogiej. Wymaga użycia coniunctivus praesentis. Ewentualnym przeczeniem czasownika w trybie łączącym jest ne: Gaudeamus igitur → Cieszmy się więc, Ut unum sint – Aby byli jedno.

### Coniunctivus iussivus
Nazwa pochodzi od iubeo, iubere – kazać. Używany jest dla wydawania rozkazów w trzeciej osobie liczby pojedynczej i mnogiej, spotyka się go również w użyciu dla drugiej osoby zamiast trybu rozkazującego; stanowi jego uzupełnienie. Quidquid agis, prudenter agas et respice finem! – Cokolwiek czynisz, czyń rozważnie i oczekuj na koniec!. Itaque hilaria mera sint, etsi timeo istos scholasticos, ne me rideant. Viderint! tamen narrabo  (Petr. 61) → Niech wino zatem stanie się (dosł. będzie) pogodne, choć obawiam się, że mnie wyśmieją „ci uczeni”. Niech uważają! I tak opowiem.

### Coniunctivus prohibitivus
Nazwa pochodzi od czasownika prohibeo, prohibere – powstrzymywać, zapobiegać, zakazywać. Stanowi uzupełnienie trybu rozkazującego. Używany jest dla pierwszej osoby liczby mnogiej oraz trzeciej osoby obu liczb z przeczeniem ne, neve: Ne timeamus neve desperamus de salute → Nie bójmy się i nie traćmy nadziei na ocalenie. W celu wydania zakazu dla drugiej osoby liczby pojedynczej i mnogiej używa się konstrukcji ne + coniunctivus perfecti: Ne desperaveris → Nie rozpaczaj.

### Coniunctivus potentialis
Wyraża możliwość lub przypuszczenie w odniesieniu do teraźniejszości. W wyrażeniach nieosobowych używa się również coniunctivus imperfecti w drugiej osobie. Ewentualnym przeczeniem dla czasownika w koniunktiwie jest non. Często występuje w pytaniach retorycznych, a podmiotem może być zaimek pytający lub nieokreślony. Inter milites haud facile discerneres ducem → Wśród żołnierzy trudno rozpoznać wodza. Quis hoc credat? → Któż by w to uwierzył? Jeśli możliwość lub przypuszczenie dotyczy przeszłości, używa się coniunctivus perfecti: Quis hoc crediderit? → Któż mógłby w to uwierzyć, Quis dubitet? → Któż może wątpić? Przeczeniem dla formy trybu warunkowego w postawie rozumu jest non.

### Coniunctivus irrealis
Wyraża czynność nierzeczywistą lub niezgodną z rzeczywistością. Dla czynności teraźniejszych czasownik występuje w formie coniunctivus imperfecti: Sine amicis vita tristis esset → Bez przyjaciół życie byłoby smutne. Jeśli czynność nierzeczywista dotyczy przeszłości, czasownik występuje w coniunctivus plusquamperfecti, a jako ewentualne przeczenie występuje non: Quid hominem vita sine doctrina esse potuisset? → Czym mogłoby być ludzkie życie bez nauki?.

### Coniunctivus dubitativus
Nazwa pochodzi od czasownika dubito, dubitare – wątpić. Wyraża wątpliwość, wahanie, brak zdecydowania. Występuje głównie w zdaniach pytających. Dla czynności teraźniejszych używa się coniunctivus praesentis, dla przeszłych – coniunctivus imperfecti. Ewentualnym zaprzeczeniem czasownika w koniunktiwie jest non. Quid faciam? – Co mam robić?, Quo me verterem? → Dokąd miałem się zwrócić?.

### Coniunctivus concessivus
Jest to tryb łączący przyzwolenia, oznacza czynność, która zaszła w niesprzyjających warunkach; na język polski tłumaczy się przy użyciu spójników „chociaż”, „jakkolwiek”. Ewentualnym zaprzeczeniem formy w koniunktiwie jest ne. Ne sit summum malum dolor, malum certe est → Przypuśćmy, że ból nie jest największym złem, ale jednak złem jest. Przeczeniem dla formy trybu warunkowego w postawie rozumu jest non. Omnia possideat, non possidet aera Minos → Choć Minos posiada wszystko, nie posiada przestworzy. Przyzwolenie dla przeszłości wyraża się przy pomocy coniunctivus perfecti: Fueris sane tribunus plebis, quo iure hoc dixisti? → Nawet jeśli byłeś wtedy trybunem ludowym, jakim prawem to powiedziałeś?.

## Użycie w zdaniach podrzędnych
Tryb łączący, mimo że występuje w zdaniach prostych, znacznie częściej pojawia się w zdaniach złożonych.

### Zdania celowe i dopełnieniowe zut
Zarówno w zdaniach podrzędnych celowych, jak i dopełnieniowych występuje tryb łączący. Jego forma zależy od tego, w jakim czasie występuje zdanie główne. Może ono występować w czasie teraźniejszym lub przyszłym (zwanym przez niektóre gramatyki czasami głównymi), jak również w którymś z czasów przeszłych (zwanych niekiedy historycznymi, przy czym do czasów historycznych należy również praesens historicum, czyli czas teraźniejszy używany dla opisywania czynności przeszłych w celu ubarwienia narracji).
- Jeśli zdanie nadrzędne występuje w czasie głównym, zdanie podrzędne wymaga użycia coniunctivus praesentis:
  - Discipuli rogant, ut magister veniat → Uczniowie proszą, by nauczyciel przyszedł (zdanie dopełnieniowe)
  - Cura ut valeas → Uważaj na siebie (aby ci było dobrze).
- Jeśli zdanie nadrzędne występuje w czasie historycznym, zdanie podrzędne wymaga użycia coniunctivus imperfecti[18]:
  - Quintus foris egressus est, ut cum patre in agre laborantem loqueretur → Kwintus wyszedł na dwór by porozmawiać z ojcem pracującym w polu
  - et ecce motus magnus factus est in mari ita ut navicula operiretur fluctibus – Nagle zerwała się gwałtowna burza na jeziorze, tak że fale zalewały łódź (Mat 8,24 Wul., BT).

### Następstwo czasów
Zasada następstwa czasów (łac. consecutio temporis) określa, która forma trybu łączącego powinna być użyta w zdaniu podrzędnym. Istnieją dwa warunki określające użycie czasów w zdaniach złożonych: czas gramatyczny zdania nadrzędnego oraz relacja czasowa czynności wyrażonej w zdaniu podrzędnym względem zdania nadrzędnego. Na użytek następstwa czasów czasy zdania nadrzędnego dzielą się na teraźniejszy i przyszłe (zwane czasem głównym) oraz czasy przeszłe zwane historycznymi. W zdaniu nadrzędnym czasownik może wystąpić w różnych trybach (oznajmującym, rozkazującym, łączącym); coniunctivus perfecti użyty jako coniunctivus prohibitivus lub coniunctivus potentialis jest traktowany jako czas główny. Może również wystąpić tryb łączący czasu teraźniejszego. Relacja zdania nadrzędnego z podrzędnym może być równoczesna (obie czynności dzieją się w tym samym czasie), uprzednia, gdy czynność w zdaniu podrzędnym odbywała się zanim nastąpiła czynność wyrażona zdaniem nadrzędnym oraz późniejsza, gdy czynność w zdaniu podrzędnym odbywała się później niż nastąpiła czynność wyrażona zdaniem nadrzędnym.
Jeśli w zdaniu nadrzędnym występuje czas główny a zdanie podrzędne wyraża czynność równoczesną, stosuje się coniunctivus praesentis:
- Magister rogat quid puer scribat → Nauczyciel pyta, co chłopiec pisze.

Jeśli w zdaniu nadrzędnym występuje czas główny a zdanie podrzędne wyraża czynność uprzednią, stosuje się coniunctivus perfecti:
- Magister rogat quid puer scripserit → Nauczyciel pyta, co chłopiec napisał.

Jeśli w zdaniu nadrzędnym występuje czas historyczny a zdanie podrzędne wyraża czynność równoczesną, stosuje się coniunctivus imperfecti:
- Magister rogavit quid puer scripseret → Nauczyciel spytał, co chłopiec pisze.

Jeśli w zdaniu nadrzędnym występuje czas historyczny a zdanie podrzędne wyraża czynność uprzednią, stosuje się coniunctivus plusquamperfecti:
- Magister rogavit quid puer scripsisset → Nauczyciel spytał, co chłopiec napisał[21].

Jeśli w zdaniu nadrzędnym występuje czas główny a zdanie podrzędne wyraża czynność późniejszą, stosuje się bezokolicznik czasu przyszłego i coniunctivus praesentis czasownika esse:
- Magister rogat quid puer scripturus sit → Nauczyciel pyta, co chłopiec napisze. Może również wystąpić tryb łączący czasu teraźniejszego[19].

Jeśli w zdaniu nadrzędnym występuje czas historyczny a zdanie podrzędne wyraża czynność późniejszą, stosuje się bezokolicznik czasu przyszłego i coniunctivus imperfecti czasownika esse:
- Magister rogavit quid puer scripturus esset → Nauczyciel spytał, co chłopiec napisze[22]. Może również wystąpić tryb łączący czasu przeszłego niedokonanego[19].

Powyższe zależności przedstawia tabela:
|                   | Zdanie główne                                           | Zdanie podrzędne (czynność) |
| ----------------- | ------------------------------------------------------- | --- |
| Czasy główne      | - teraźniejszy - przyszły I - przyszły II               | - równoczesna: tryb łączący czasu teraźniejszego - wcześniejsza: tryb łączący czasu przeszłego dokonanego - późniejsza: imiesłów czasu przyszłego strony czynnej + sim, sis,...      |
| Czasy historyczne | - przeszły niedokonany - przeszły dokonany - zaprzeszły | - równoczesna: tryb łączący czasu przeszłego niedokonanego - wcześniejsza: tryb łączący czasu zaprzeszłego - późniejsza: imiesłów czasu przyszłego strony czynnej + essem, esses,... |

### Odstępstwo odconsecutio temporum
Odstępstwa od podanej powyżej zasady występują, gdy czas zdania podrzędnego określa się nie w stosunku do zdania nadrzędnego, lecz stanowiska osoby mówiącej. Wtedy w zdaniu podrzędnym używa się czasu niezależnego, czyli koniunktiwu tego czasu, które miałoby zdanie podrzędne, gdyby było głównym. Występuje to głównie w zdaniach skutkowych. Po czasach historycznych w zdaniu nadrzędnym używa się coniunctivus praesentis dla wyrażenia skutku, który trwa aż do teraźniejszości, a coniunctivus perfecti dla zaznaczenia przeszłości w stosunku do chwili mówienia. Przeczeniem dla formy trybu warunkowego w postawie rozumu jest non:
- Siciliam Verres ita vexavit ut ea restitui in antiquum statum nullo modo possit → Werres tak spustoszył Sycylię, że nie można jej doprowadzić do dawnego stanu.

### Upodobnienie trybów
W zdaniach pobocznych, w których zwykle występuje tryb oznajmujący, może pojawić się tryb łączący, jeśli zdanie zależne jest od zdania z koniunktiwem lub od konstrukcji accusativus cum infinitivo (ACI). Zjawisko to nosi nazwę attractio modorum, czyli upodobnienie trybów. Przeczeniem dla formy trybu warunkowego w postawie rozumu jest non:
- Rex quaesivit, ubi ii essent qui nuntium victoriae attulissent → Król zapytał, gdzie są ci, którzy przynieśli wiadomość o zwycięstwie. W powyższym zdaniu czasownik attulissent, który normalnie przyjąłby formę attullerant, upodobnił się do czasownika essent, który formę koniunktiwu przyjął z powodu mowy zależnej.

### Zdania pytające zależne
Zdania w mowie zależnej, jeśli nie podlegają konstrukcji ACI, występują zawsze w trybie łączącym. Zdania te występują po czasownikach querere, rogare, scire i podobnych. Przeczeniem dla formy trybu warunkowego w postawie rozumu jest non:
- Dic mihi, unde venias – Powiedz, skąd przychodzisz
- Dux perfugas interrogavit, num hostes agressuri essent → Wódz zapytał zbiegów, czy wrogowie zamierzają zaatakować.

### Tryb łączący w okresach warunkowych
W języku łacińskim występują trzy rodzaje zdań warunkowych (nazywanych w niektórych gramatykach okresami): modus realis (okres warunkowy rzeczywisty), modus irrealis (okres warunkowy nierzeczywisty) oraz modus potentialis (okres warunkowy możliwy). Okres rzeczywisty, wyrażający czynności zaistniałe, używa trybu oznajmującego.
Okres nierzeczywisty odnosi się do czynności, która nie odbywała się bądź nie ma miejsca w teraźniejszości. Użycie odpowiedniej formy tryby łączącego zależy od czasu czynności.
- Jeśli czynność nierzeczywista odnosi się do teraźniejszości, używa się formy coniunctivus imperfecti, a jeśli do przeszłości – coniunctivus plusquamperfecti. W odróżnieniu od niektórych języków, np. angielskiego, zarówno w zdaniu nadrzędnym, jak i podrzędnym występuje tryb łączący[26]:
  - Si tacuisses, philosophus mansisses → Gdybyś był milczał, pozostałbyś filozofem
  - Si hoc diceres, errares → Gdybyś to twierdził, myliłbyś się.

Okres możliwy używany jest dla wyrażenia możliwości lub przypuszczenia, zaistnienie (bądź nie) w odróżnieniu od dwóch pozostałych okresów nie jest warunkiem użycia tego okresu.
- Jeśli czynność potencjalna odnosi się do teraźniejszości, używa się formy coniunctivus praesentis, a jeśli do przeszłości – coniunctivus perfecti[27]:
  - Dies mihi defuit, si omnia narrare studuerim → Zabrakłoby mi dnia, gdybym chciał wszystko odpowiedzieć.
  - Si hoc dicas, erres – Jeślibyś to mówił, myliłbyś się.

Możliwe jest użycie okresów mieszanych, z różnymi okresami warunkowymi.

### Cum historicum
Tryb łączący jest charakterystyczny dla zdań czasowych, także o charakterze przyczynowo-skutkowym. Zdania te stosują się do reguł następstwa czasów: jeśli czynność zdania podrzędnego jest równoczesna z czynnością ze zdania głównego, orzeczenie zdania podrzędnego występuje w coniunctivus imperfecti, jeżeli zaś czynność zdania podrzędnego jest uprzednia w stosunku do czynności opisanej zdaniem nadrzędnym, orzeczenie zdania podrzędnego występuje w coniunctivus plusduamperfecti:
- Cum puer librum legeret, mater ex urbe revenit → Gdy chłopiec czytał książkę, matka wróciła z miasta
- Cum Aeneas in bello cecidisset, in locum eius Ascanius filius successit → Gdy Eneasz poległ na wojnie, jego miejsce zajął syn Askaniusz
- Qui cum audissent regem abierunt et ecce stella quam viderant in oriente – Oni zaś wysłuchawszy króla, ruszyli w drogę. A oto gwiazda, którą widzieli na Wschodzie, (Mat 2.9, Wul, BT)
- Vespere autem facto cum occidisset sol adferebant ad eum omnes male habentes et daemonia habentes – Z nastaniem wieczora, gdy słońce zaszło, przynosili do Niego wszystkich chorych i opętanych (Mar 1.32 Wul., BT)
- Cum ergo natus esset Iesus in Bethleem Iudaeae in diebus Herodis regis ecce magi ab oriente venerunt Hierosolymam – Gdy zaś Jezus narodził się w Betlejem w Judei za panowania króla Heroda, oto Mędrcy ze Wschodu (Mat 3.1, Wul, BT).